# Parti populaire de Cantabrie
Le Parti populaire de Cantabrie (en espagnol : Partido Popular de Cantabria, PP Cantabria) est la fédération territoriale du Parti populaire (PP) en Cantabrie.
Issu de l'Alliance populaire (AP), le PP Cantabria est au pouvoir depuis 2023, est a occupé précédemment la fonction de président à plusieurs reprises, en alternance principalement avec le Parti régionaliste, et détenu la mairie de Santander pendant la majeure partie de son histoire. Ses premières années ont été marquées par des relations conflictuelles avec le président du territoire, Juan Hormaechea.

## Présidents
| Titulaire                   | Dates                                                        | Fonction                                                                                         |
| --------------------------- | ------------------------------------------------------------ | ------------------------------------------------------------------------------------------------ |
| José Luis Vallines (es)     | 12 novembre 1990 – 4 mars 1995 (4 ans, 3 mois et 20 jours)   | Conseiller aux Travaux publics (1990-1991)                                                       |
| Gonzalo Piñeiro (es)        | 4 mars 1995 – 26 octobre 2002 (7 ans, 7 mois et 22 jours)    | Maire de Santander (1995-2007)                                                                   |
| José Joaquín Martínez Sieso | 26 octobre 2002 – 13 novembre 2004 (2 ans et 18 jours)       | Président de Cantabrie (1995-2003) Troisième vice-président du Congrès des députés (2007-2008)   |
| Ignacio Diego               | 13 novembre 2004 – 25 mars 2017 (12 ans, 4 mois et 12 jours) | Maire d'El Astillero (1995-2006) Président de Cantabrie (2011-2015)                              |
| María José Sáenz de Buruaga | depuis le 25 mars 2017 (8 ans, 3 mois et 27 jours)           | Conseillère à la Santé et aux Services sociaux (2011-2015) Présidente de Cantabrie (depuis 2023) |

## Résultats électoraux

### Parlement
| Année | Chef de file                | Voix    | %        | #      | Sièges  | Gouvernement                                       |
| ----- | --------------------------- | ------- | -------- | ------ | ------- | -------------------------------------------------- |
| 1991  | José Luis Vallines (es)     | 42 714  | 14,44    | 3e     | 6 / 39  | Hormaechea II (1991-1993) ; opposition (1993-1995) |
| 1995  | José Joaquín Martínez Sieso | 104 008 | 32,50 () | 1er () | 13 / 39 | Sieso I                                            |
| 1999  | José Joaquín Martínez Sieso | 134 924 | 42,51 () | 1er () | 19 / 39 | Sieso II                                           |
| 2003  | José Joaquín Martínez Sieso | 146 796 | 42,49 () | 1er () | 18 / 39 | Opposition                                         |
| 2007  | Ignacio Diego               | 143 610 | 41,48 () | 1er () | 17 / 39 | Opposition                                         |
| 2011  | Ignacio Diego               | 156 499 | 46,09 () | 1er () | 20 / 39 | Diego                                              |
| 2015  | Ignacio Diego               | 105 944 | 32,56 () | 1er () | 13 / 35 | Opposition                                         |
| 2019  | María José Sáenz de Buruaga | 78 347  | 24,04 () | 2e ()  | 9 / 35  | Opposition                                         |
| 2023  | María José Sáenz de Buruaga | 116 198 | 35,78 () | 1er () | 15 / 35 | Sáenz de Buruaga                                   |

## Identité visuelle

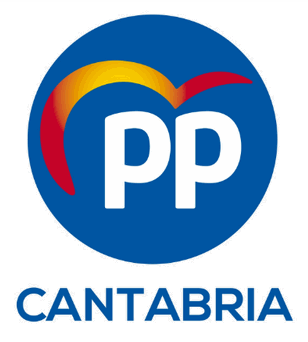
Logo de 2019 à 2022.
Logo depuis 2022.